# Suchá Hora
Suchá Hora je naseljeno mjesto u okrugu Tvrdošín u Žilinskom kraju u Slovačkoj.

## Stanovništvo
| Godina:     | 1993. | 2003.    | 2013.   | 2023.   |
| ----------- | ----- | -------- | ------- | ------- |
| Broj ljudi: | 1125  | 1291     | 1396    | 1479    |
| Razlika:    |       | +14,75 % | +8,13 % | +5,94 % |

| Godina:     | 2022. | 2023.   |
| ----------- | ----- | ------- |
| Broj ljudi: | 1472  | 1479    |
| Razlika:    |       | +0,47 % |

Prema podatcima o broju stanovnika iz 2023. godine naselje je imalo 1479 stanovnika.

## Vanjske poveznice
|  | Zajednički poslužitelj ima još gradiva o temi Suchá Hora |

- Službena stranica naselja (sl.)